# Riben
Riben (bułg. Рибен) – wieś w Bułgarii, w obwodzie Plewen, w gminie Dołna Mitropolija.
Wieś położona na bagnach witskich. Nad rzeką Wit.
Nazwa pochodzi od wielu ryb w rzece.
Mieszkańcy są wyznania prawosławnego.